# Inauguración papal de León XIV
El 18 de mayo de 2025, el papa León XIV celebró la Misa de inauguración papal de su pontificado, formalmente conocida como Celebrazione Eucaristica per l'Inizio del Ministero del Vescovo di Roma («Celebración Eucarística por el Inicio del Ministerio del Obispo de Roma»).Al evento asistieron unas 200 000 personas, entre ellas decenas de líderes mundiales y 150 delegaciones formales. Si bien León XIV se convirtió en pontífice en el momento de su aceptación en la Capilla Sixtina al ser elegido en el cónclave de 2025, la celebración marcó el inicio formal de su ministerio como obispo de Roma. La misa incluyó la imposición del palio y el Anillo del Pescador, y fue seguida por reuniones con varias delegaciones y líderes mundiales.

## Ceremonia

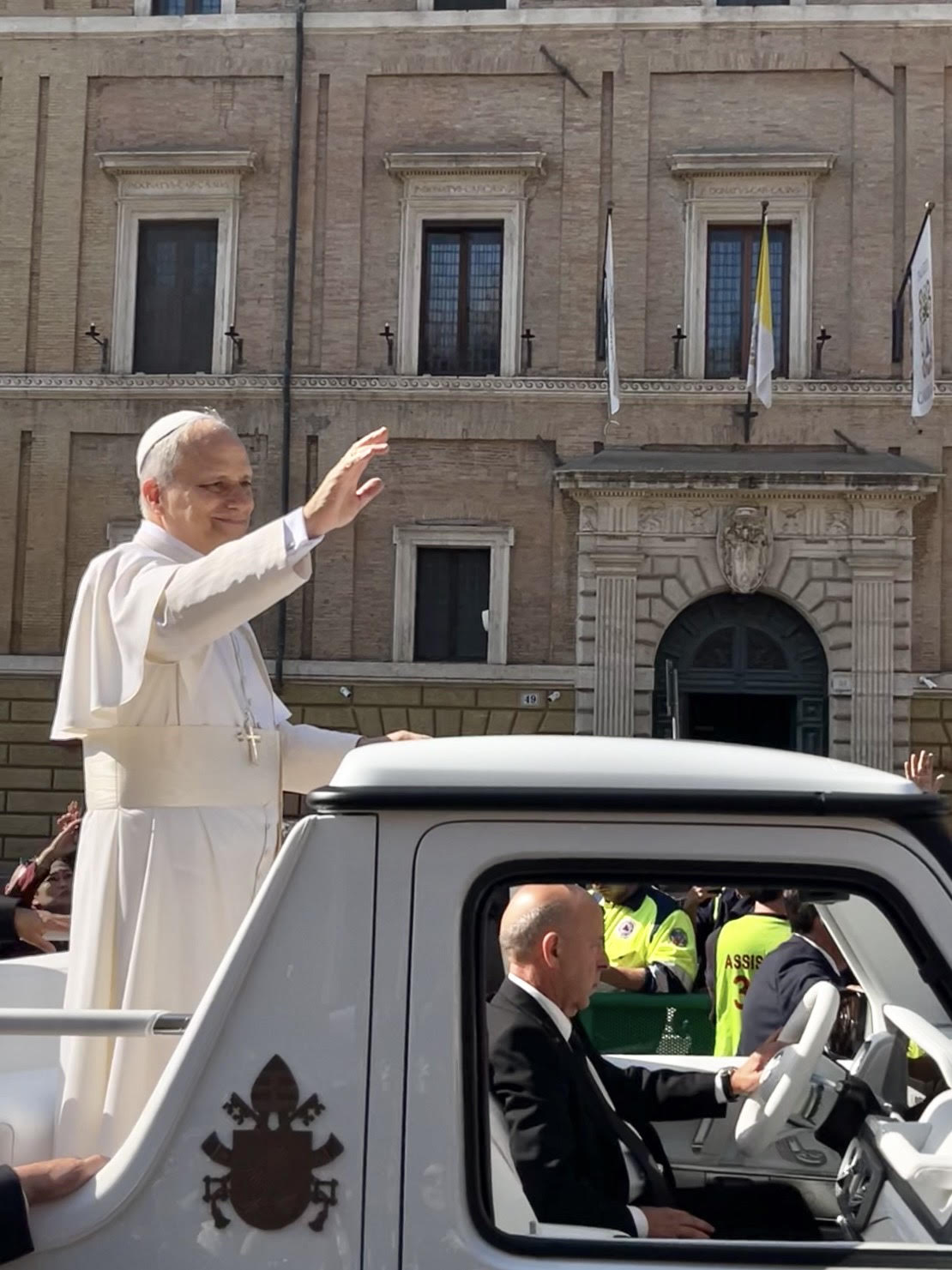
León XIV bendice y saluda a la multitud en el papamóvil antes de la ceremonia.

Escudo de armas del papa León XIV.

Antes de la ceremonia, León XIV recorrió por primera vez la plaza de San Pedro en el papamóvil, donde los asistentes gritaron Viva il Papa! («¡Viva el papa!»), y «¡U-S-A!» con al menos una persona coreando «¡White Sox!», haciendo referencia a su país de nacimiento y a su equipo de béisbol favorito. Otros ondeaban banderas peruanas o estadounidenses de los países que lo reclaman como ciudadano.
La liturgia comenzó formalmente a las 10:00 a. m. en la Tumba de San Pedro, debajo del baldaquino del altar mayor de la Basílica de San Pedro. Rodeado de los patriarcas de las Iglesias católicas orientales, León incensó la tumba mientras el coro cantaba Tu es Petrus, un motete de Giovanni Pierluigi da Palestrina. Al ascender desde las grutas, León fue acompañado en procesión hacia la plaza por dos diáconos que sostenían el Anillo del Pescador y el palio papal, así como cardenales y obispos. Durante la procesión se cantó el tradicional canto Laudes regiae. León dirigió entonces el rito del asperges, típico de los domingos de Pascua.

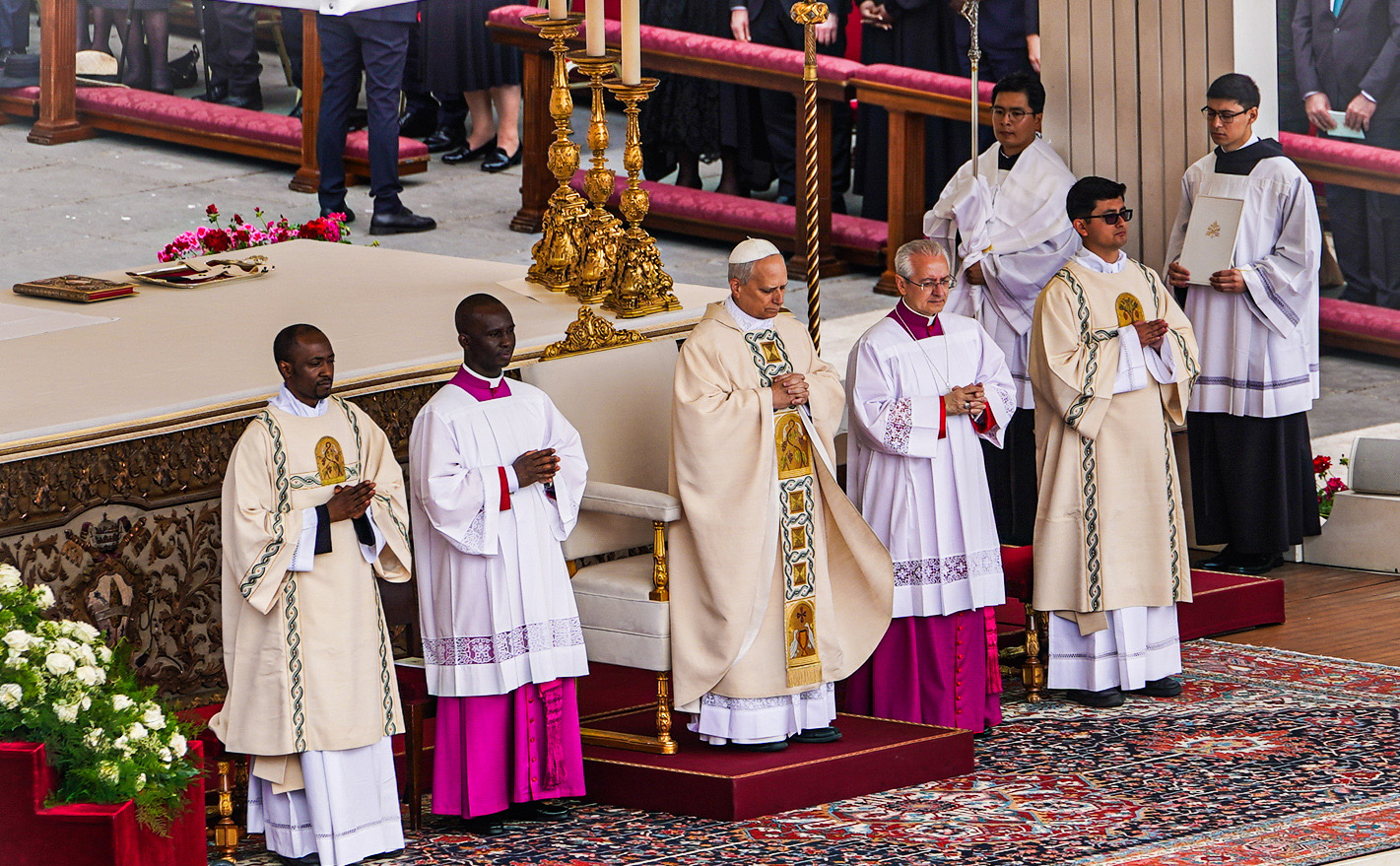
León XIV frente al altar.

La primera lectura, de Hechos 4:8-12, fue proclamada en español, haciendo referencia al trabajo de León en la diócesis de Chiclayo. El Salmo 118 fue cantado en italiano, para su nueva diócesis; la segunda lectura, de 1 Pedro 5:1-5, 10-11, fue proclamada en inglés por un miembro de la facultad del Pontificio Colegio Norteamericano, haciendo referencia a la lengua materna de León. El Evangelio, Juan 21:15-19, fue cantado en latín por un diácono de la diócesis de Fort Wayne-South Bend, Indiana, y posteriormente cantado en griego.
En representación de los cardenales diáconos, Mario Zenari impuso el palio sobre los hombros de León. Luego, en representación de los cardenales sacerdotes, Fridolin Ambongo Besungu dirigió una oración de bendición al papa. Finalmente, Luis Antonio Tagle, por los cardenales obispos, entregó entonces al pontífice el Anillo del Pescador; León parecía visiblemente conmovido por el momento. Tras la investidura de las insignias, doce delegados representantes de la Iglesia católica de todo el mundo, incluidos clérigos, religiosos consagrados, un matrimonio y jóvenes adultos, fueron recibidos por León. A continuación tuvo lugar la homilía pronunciada por León, que habló en italiano.
Las oraciones de los fieles se pronunciaron en árabe, chino, francés, polaco y portugués. Tu es pastor ovium fue cantado durante el ofertorio. León rezó el canon romano.
Antes de concluir la Misa, León ofreció algunas breves palabras, especialmente ofreciendo oraciones por los conflictos en Gaza, Birmania y Ucrania. Se cantó el Regina coeli y después se pronunció la bendición final.
Estuvieron presentes unos 30 jefes de Estado, 200 cardenales y 750 obispos y sacerdotes. Durante toda la ceremonia, León utilizó la férula papal comúnmente utilizada por el papa Juan Pablo II.

### Formalidades
La princesa Charlene de Mónaco, la reina Letizia de España, la reina Matilde de Bélgica y la gran duquesa María Teresa de Luxemburgo ejercieron el privilegio de blanco otorgado a la realeza católica al vestir de blanco en la ceremonia.

## Homilía
León XIV comenzó su sermón agradeciendo a los presentes y recordando las emociones de las semanas anteriores a la muerte y funeral del papa Francisco y el cónclave posterior. Recordando el doble aspecto del ministerio confiado a Simón Pedro, el amor y la unidad, León dijo que se acercaría a la Iglesia como hermano y servidor y con «temor y temblor». León expresó su deseo de unidad y comunión en la Iglesia y en el mundo. Condenó la explotación de los recursos de la Tierra y la marginación de los pobres. Hizo referencia a su lema papal, «En el único Cristo, somos uno», y exclamó: «¡Miren a Cristo! ¡Acérquense a él!».

## Actividades posteriores
Después de la ceremonia, León entró en la basílica de San Pedro y se reunió con 150 delegaciones frente al baldaquino de San Pedro. Entre las delegaciones se encontraba su hermano Luis, a quien abrazó. Tras la inauguración, León se reunió con la presidenta peruana Dina Boluarte y el presidente ucraniano Volodímir Zelenski.
El lunes 19 de mayo, León se reunió con el vicepresidente estadounidense, J. D. Vance, y el secretario de Estado, Marco Rubio. Vance aparentemente le dio a León una camiseta de los Chicago Bears con el nombre «Pope Leo» y el número «XIV». Leo también se reunió con Gustavo Petro, presidente de Colombia; Bartolomé I, patriarca de Constantinopla; Gerardo Werthein, ministro de Relaciones Exteriores y Culto de Argentina; y representantes de otras iglesias, comunidades eclesiásticas y religiones.
En los días siguientes a la inauguración, León tomó posesión de las otras basílicas mayores, con ceremonias celebradas en la Basílica de San Pablo Extramuros el 20 de mayo, y en la Archibasílica de San Juan de Letrán y la Basílica de Santa María la Mayor el 25 de mayo, instalándolo formalmente como Obispo de Roma.

## Delegaciones oficiales

### Estados

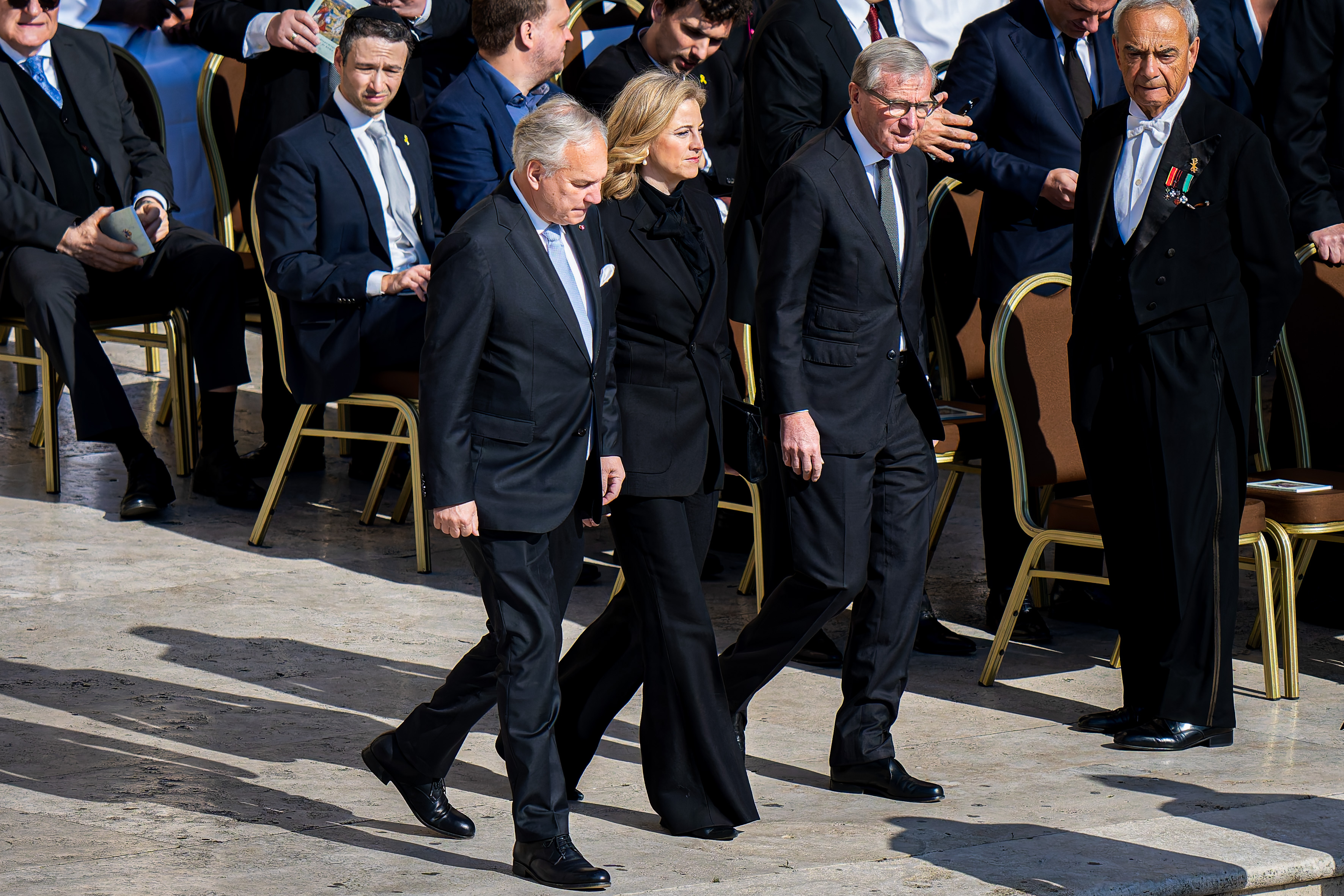
Beate Meinl-Reisinger, ministra de Asuntos Exteriores de Austria (centro).

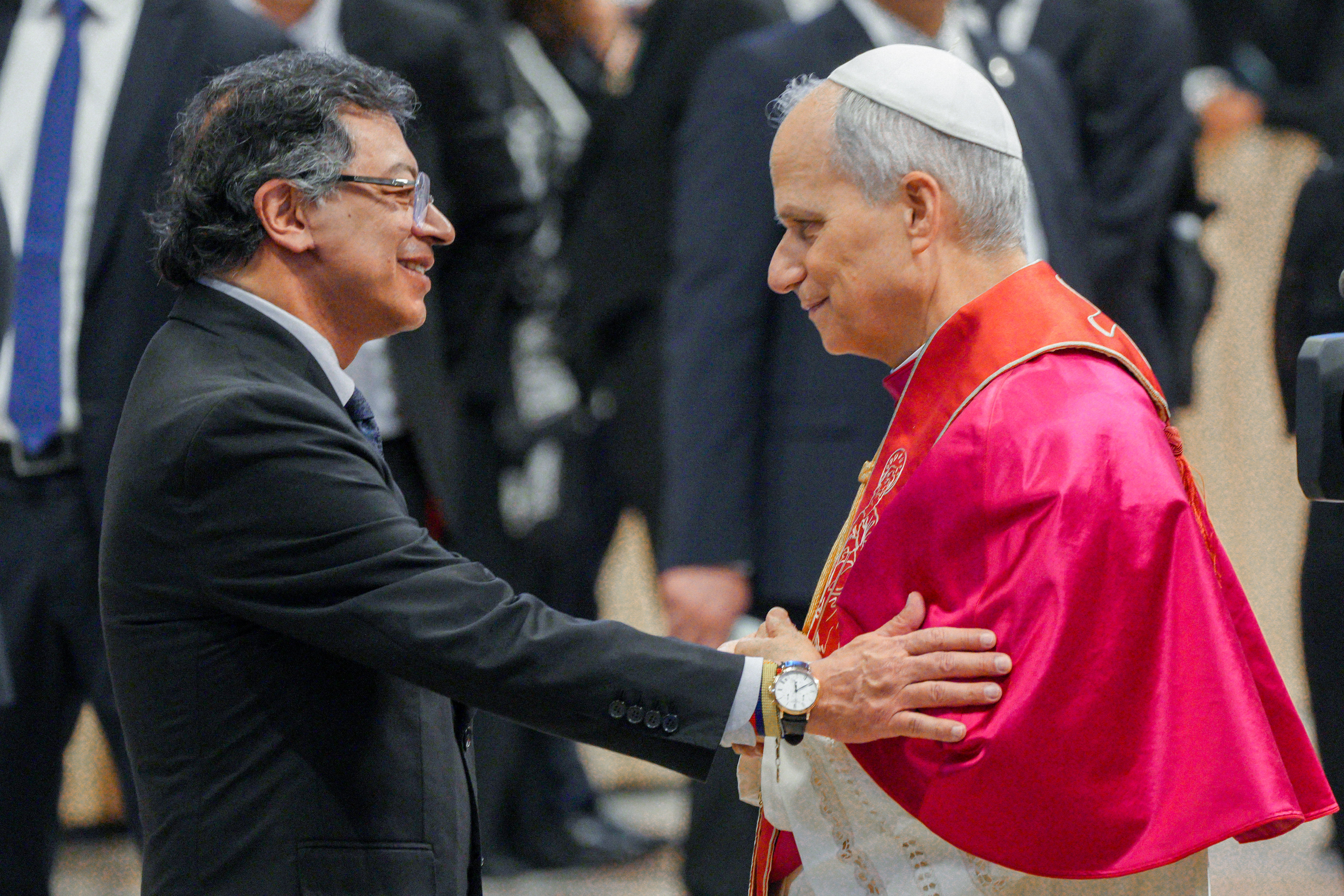
Gustavo Petro, presidente de Colombia, y León XIV.

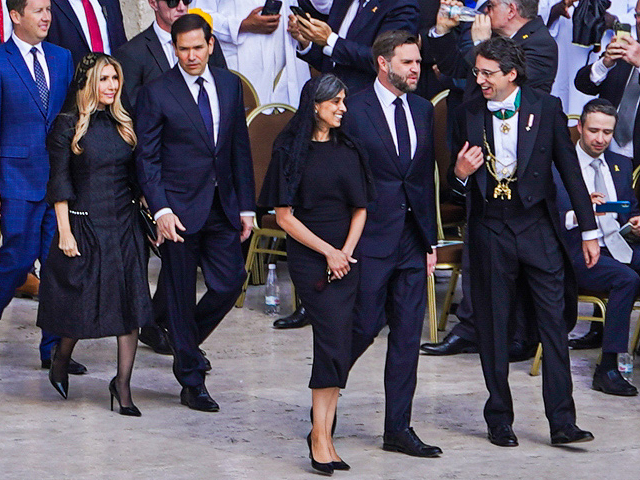
Marco Rubio y J. D. Vance, secretario de Estado y vicepresidente de los Estados Unidos respectivamente, junto a sus esposas.

| País                        | Delegación oficial | Ref.          |
| --------------------------- | --- | ------------- |
| Albania                     | Presidente Bajram Begaj | [ 21 ]        |
| Alemania                    | Canciller Friedrich Merz | [ 22 ]        |
| Andorra                     | Copríncipe arzobispo Joan-Enric Vives, representante del copríncipe francés Patrice Faure, primer ministro Xavier Espot Zamora y síndico general Carles Enseñat Reig                                                                                                   | [ 23 ]        |
| Antigua y Barbuda           | Gobernador general Rodney Williams | [ 24 ]        |
| Arabia Saudita              | Ministro de Relaciones Exteriores Adel al Jubeir y príncipe Faisal bin Sattam Al Saud | [ 25 ]        |
| Argentina                   | Ministro de Relaciones Exteriores Gerardo Werthein | [ 26 ]        |
| Armenia                     | Presidente Vahagn Jachaturián | [ 21 ]        |
| Australia                   | Primer ministro Anthony Albanese | [ 27 ]        |
| Austria                     | Canciller Christian Stocker, ministro de Relaciones Exteriores Beate Meinl-Reisinger | [ 28 ]        |
| Azerbaiyán                  | Presidente de la Asamblea Nacional Sahiba Qafarova | [ 24 ]        |
| Bahamas                     | Embajador Joseph Curry | [ 24 ]        |
| Bélgica                     | Rey Felipe de Bélgica y reina Matilde de Bélgica, primer ministro Bart De Wever | [ 29 ] [ 30 ] |
| Bielorrusia                 | Presidente de la Cámara de Representantes Igor Sergeenko | [ 24 ]        |
| Bolivia                     | Embajadora Teresa Susana Subieta Serrano | [ 24 ]        |
| Bosnia y Herzegovina        | Presidenta del Consejo de Ministros Borjana Krišto | [ 31 ]        |
| Brasil                      | Vicepresidente Geraldo Alckmin | [ 32 ]        |
| Canadá                      | Primer ministro Mark Carney | [ 5 ]         |
| Colombia                    | Presidente Gustavo Petro | [ 33 ]        |
| Croacia                     | Primer ministro Andrej Plenković, ministro de Relaciones Exteriores Gordan Grlić-Radman, presidente del Parlamento Gordan Jandrokovic | [ 34 ]        |
| Ecuador                     | Presidente Daniel Noboa | [ 21 ]        |
| Eslovaquia                  | Presidente Peter Pellegrini | [ 21 ]        |
| Eslovenia                   | Primer ministro Robert Golob | [ 35 ]        |
| España                      | Rey Felipe VI de España y reina Letizia, vicepresidentas del Gobierno María Jesús Montero y Yolanda Díaz, ministro de la Presidencia, Justicia y Relaciones con las Cortes Félix Bolaños y líder de la oposición Alberto Núñez Feijóo                                  | [ 29 ] [ 36 ] |
| Estados Unidos              | Vicepresidente J. D. Vance y secretario de Estado Marco Rubio | [ 3 ]         |
| Francia                     | Primer ministro François Bayrou | [ 30 ]        |
| Gabón                       | Presidente Brice Oligui | [ 21 ]        |
| Georgia                     | Presidente Míjeil Kavelashvili | [ 21 ]        |
| Hungría                     | Presidente Tamás Sulyok | [ 37 ]        |
| India                       | Vicepresidente de la Rajya Sabha Harivamsh Narayan Singh | [ 38 ]        |
| Irlanda                     | Presidente Michael D. Higgins | [ 39 ]        |
| Israel                      | Presidente Isaac Herzog | [ 30 ]        |
| Italia                      | Presidente Sergio Mattarella, primera ministra Giorgia Meloni, ministro de Relaciones Exteriores Antonio Tajani, presidente del Senado Ignazio La Russa, presidente de la Cámara de Diputados Lorenzo Fontana y presidente de la Corte Constitucional Giovanni Amoroso | [ 30 ] [ 40 ] |
| Japón                       | Ex primer ministro Tarō Asō | [ 41 ]        |
| Kosovo                      | Presidente Vjosa Osmani | [ 24 ]        |
| Letonia                     | Primera ministra Evika Siliņa | [ 21 ]        |
| Líbano                      | Presidente Joseph Aoun | [ 30 ]        |
| Liechtenstein               | Príncipe heredero Luis de Liechtenstein y princesa heredera Sofía de Baviera, primera ministra Brigitte Haas | [ 42 ]        |
| Lituania                    | Presidente Gitanas Nausėda | [ 30 ]        |
| Luxemburgo                  | Gran duque Enrique de Luxemburgo y gran duquesa María Teresa de Luxemburgo, primer ministro Luc Frieden | [ 21 ] [ 43 ] |
| Malta                       | Primer ministro Robert Abela | [ 21 ]        |
| Mónaco                      | Príncipe Alberto II de Mónaco y princesa Charlene de Mónaco | [ 29 ]        |
| Marruecos                   | Primer ministro Aziz Ajanuch | [ 21 ]        |
| Montenegro                  | Primer ministro Milojko Spajić | [ 24 ]        |
| Mozambique                  | Primera ministra Maria Benvinda Levy | [ 21 ]        |
| Nigeria                     | Presidente Bola Tinubu | [ 30 ]        |
| Países Bajos                | Reina Máxima de los Países Bajos y primer ministro Dick Schoof | [ 30 ]        |
| Paraguay                    | Presidente Santiago Peña y presidente de la Cámara de Diputados Raúl Latorre | [ 44 ]        |
| Perú                        | Presidenta Dina Boluarte | [ 27 ]        |
| Polonia                     | Presidente Andrzej Duda | [ 21 ]        |
| Portugal                    | Presidente Marcelo Rebelo de Sousa | [ 30 ]        |
| Reino Unido                 | Eduardo de Edimburgo (representando al rey del Reino Unido y gobernador supremo de la Iglesia de Inglaterra), secretario de Relaciones Exteriores David Lammy y vice primera ministra Angela Rayner                                                                    | [ 27 ]        |
| Rusia                       | Embajador al Vaticano Ivan Soltanovsky | [ 45 ]        |
| San Marino                  | Capitanes regentes Denise Bronzetti e Italo Righi | [ 46 ]        |
| Serbia                      | Primer ministro Đuro Macut | [ 24 ]        |
| Suecia                      | Princesa heredera Victoria de Suecia, ministro de Asuntos Sociales y Salud Pública Jakob Forssmed y arzobispo de Uppsala Martin Modéus | [ 47 ]        |
| Suiza                       | Presidenta Karin Keller-Sutter | [ 48 ]        |
| República de China (Taiwán) | Exvicepresidente Chen Chien-jen | [ 49 ]        |
| Togo                        | Presidente Faure Gnassingbé | [ 21 ]        |
| Ucrania                     | Presidente Volodímir Zelenski | [ 3 ]         |
| Uzbekistán                  | Presidente de la Cámara Legislativa Nurdinjon Ismoilov | [ 50 ]        |

### Otras entidades
| Sujeto de Derecho Internacional | Delegación oficial                     | Ref.   |
| ------------------------------- | -------------------------------------- | ------ |
| Comisión Europea                | Ursula von der Leyen                   | [ 27 ] |
| Soberana Orden Militar de Malta | Príncipe y Gran Maestre John T. Dunlap | [ 51 ] |

### Figuras religiosas

#### Comunidades cristianas
| Comunidad                                                  | Delegación oficial | Ref.          |
| ---------------------------------------------------------- | --- | ------------- |
| Iglesias apostólicas                                       | |               |
| Iglesia anglicana                                          | Arzobispo Leonard Dawea, arzobispo Stephen Cottrell, obispo presidente Sean Rowe y otros                                                          | [ 22 ]        |
| Iglesia apostólica armenia                                 | Obispo Koryoun Baghdasaryan | [ 52 ]        |
| Iglesia copta ortodoxa                                     | Obispo Barnaba de Turín y Roma, Obispo Damián del Norte de Alemania, Obispo Marcos de París y el Norte de Francia, y Obispo Cirilo de Los Ángeles | [ 53 ]        |
| Iglesia ortodoxa de Constantinopla                         | Patriarca Ecuménico Bartolomé I de Constantinopla                                                                                                 | [ 54 ]        |
| Unión de Utrecht de las Antiguas Iglesias                  | Arzobispo de Utrecht, Bernd Wallet, y Frank Bangerter, obispo de Suiza                                                                            | [ 55 ]        |
| Comunidades protestantes                                   | |               |
| Federación Luterana Mundial                                | Anne Burghardt | [ 54 ] [ 56 ] |
| Consejo Mundial de Iglesias                                | Heinrich Bedford-Strohm y Jerry Pillay | [ 57 ]        |
| Comunión Mundial de Iglesias Reformadas                    | | [ 54 ]        |
| Consejo Metodista Mundial                                  | Debra Padgett Wallace y Joshua Rathnam | [ 58 ] [ 59 ] |
| Comunidades no nicenas                                     | |               |
| La Iglesia de Jesucristo de los Santos de los Últimos Días | Élder Matthew S. Holland | [ 60 ]        |

#### Otras religiones
Estuvieron presentes líderes musulmanes, hindúes, budistas, sijs, zoroastrianos y jainistas.
| Comunidad | Delegación oficial                                                                      | Ref.   |
| --------- | --------------------------------------------------------------------------------------- | ------ |
| Judaísmo  | Rabino Noam Marans, Director de Asuntos Interreligiosos del Comité Judío Estadounidense | [ 62 ] |